# Episodi di The Resident (prima stagione)
La prima stagione della serie televisiva The Resident, composta da 14 episodi, è stata trasmessa in prima visione assoluta negli Stati Uniti dall'emittente Fox dal 21 gennaio al 14 maggio 2018.
In Italia è stata trasmessa in prima visione assoluta su Fox Life, canale a pagamento della piattaforma satellitare Sky, dal 5 marzo al 5 giugno 2018. In chiaro è stata trasmessa su Rai 1 dal 25 giugno al 23 luglio 2019.
Gli antagonisti principali sono il Dott.Randolph Bell e la Dott.ssa Lane Hunter.
| nº | Titolo originale               | Titolo italiano                  | Prima TV USA     | Prima TV Italia |
| -- | ------------------------------ | -------------------------------- | ---------------- | --------------- |
| 1  | Pilot                          | Primo giorno                     | 21 gennaio 2018  | 5 marzo 2018    |
| 2  | Independence Day               | Independence Day                 | 22 gennaio 2018  | 12 marzo 2018   |
| 3  | Comrades in Arms               | Compagni d'armi                  | 29 gennaio 2018  | 19 marzo 2018   |
| 4  | Identity Crisis                | Crisi d'identità                 | 5 febbraio 2018  | 26 marzo 2018   |
| 5  | None the Wiser                 | Errore fatale                    | 26 febbraio 2018 | 2 aprile 2018   |
| 6  | No Matter the Cost             | Costi quel che costi             | 5 marzo 2018     | 9 aprile 2018   |
| 7  | The Elopement                  | Pazienti importanti              | 12 marzo 2018    | 16 aprile 2018  |
| 8  | Family Affair                  | Affari di famiglia               | 19 marzo 2018    | 24 aprile 2018  |
| 9  | Lost Love                      | Il primo amore non si scorda mai | 26 marzo 2018    | 1º maggio 2018  |
| 10 | Haunted                        | Fantasmi                         | 16 aprile 2018   | 8 maggio 2018   |
| 11 | And the Nurses Get Screwed     | Tutta la colpa alle infermiere   | 23 aprile 2018   | 15 maggio 2018  |
| 12 | Rude Awakenings and the Raptor | Brutti risvegli e rapaci         | 30 aprile 2018   | 22 maggio 2018  |
| 13 | Run, Doctor, Run               | Corri dottore, corri             | 7 maggio 2018    | 29 maggio 2018  |
| 14 | Total Eclipse of the Heart     | Eclissi del cuore                | 14 maggio 2018   | 5 giugno 2018   |

## Primo giorno
- Titolo originale: Pilot
- Diretto da: Phillip Noyce
- Scritto da: Amy Holden Jones, Hayley Schore e Roshan Sethi

### Trama
È il primo giorno da internista del dottor Devon Pravesh presso il Chastain Park Memorial Hospital di Atlanta. Si ritroverà ad affrontare la dura realtà dell'assistenza medica ed avrà a che fare con il dottor Conrad Hawkins, un internista al terzo e ultimo anno che decide di prendere il giovane Devon sotto la sua ala protettrice, insegnandogli i suoi metodi poco convenzionali per curare i pazienti. Nel frattempo, Conrad si scontrerà invece con il dottor Randolph Bell, primario di chirurgia al Chastain Park Memorial.
- Guest star: Tasie Lawrence (Priya), Violett Beane (Lily Ahn), Tasso Feldman (Irving Levi), Michael Patrick Lane (Ross Evans), Elizabeth Faith Ludlow (Cara Ramirez), Alexa Mansour (Chloe Goddard), Coley Campany ( madre di Chloe), Danny Chung (Edmund Xu), Anna Harriette Pittman (sorella di Chloe), Tom Nowicki (Lyle Hancock), Jessica Miesel (infermiera Jessica), Karen Beyer (Mrs. Foster), Vince Foster (Paul Chu), Tequilla Whitfield (Cheryl Poole).
- Ascolti Italia (in chiaro): telespettatori 2 983 000 – share 14,56%[4]

## Independence Day
- Titolo originale: Independence Day
- Diretto da: Phillip Noyce
- Scritto da: Amy Holden Jones

### Trama
Conrad riceve la chiamata che stava aspettando quando un cuore diventa disponibile per un paziente che è nella lista dei trapianti da due anni. Ma quando un membro del Congresso viene ricoverato in ospedale dopo un infarto, gli viene data la priorità e fa annullare l'intervento del paziente di Conrad. Nel frattempo, Nic si insospettisce nei confronti di uno dei dottori dopo che un fascicolo scompare, il dottor Bell cerca di manipolare Mina. Devon viene messo alla prova quando le condizioni di un paziente richiedono una decisione in una frazione di secondo.
- Guest star: Tasso Feldman (dott. Irving Feldman), John Pirruccello (Mitch Kaplan), Lindsay Ayliffe (Trip Dunlap), Gregalan Williams (dott. Peterson), Alexa Mansour (Chloe), Coley Campany (madre di Chloe), Anna Pittman (sorella di Chloe), Patrick Walker (Micah Stevens), Kevin Patrick Murphy (Doobie), Daniel Hill (Chad), Violett Beane (Lily Kendall), Jessica Miesel (infermiera Jessica), Tara Ochs (infermiera Sharon), Kurt Yue (dott. Fred Cho), Caroline Arapoglou (Noni), Britt Rentschler (dott. Sarah Cooper), Matt Mercurio (dott. Gene LU), Nichele Lambert (dott. Megan King), Chris Mayers (dott. Steven Butler), Atkins Estimond (dott. Casey Mitchell), Cameron Sweet (Kyle), Valyn Hall (Gloria), Dawson Shea (Reggie), Masey McLain (Daisy), Taylor Polidore (Treena).
- Ascolti Italia (in chiaro): telespettatori 2 732 000 – share 14,79%[4]

## Compagni d'armi
- Titolo originale: Comrades in Arms
- Diretto da: Rob Corn
- Scritto da: Andrew Chapman

### Trama
Un consulente per la fatturazione viene incaricato di formare il personale su come eseguire le procedure in modo che l'ospedale possa fatturare importi più elevati; la sua presenza provoca attrito tra lei e alcuni membri del personale. Dopo aver quasi ucciso un paziente con una risonanza magnetica non necessaria, il consulente viene licenziato. Randolph chiede consiglio a un collega su un ipotetico paziente con tremore alle mani; Le benzodiazepine sono suggerite come ultima risorsa poiché gli effetti collaterali negativi possono includere aggressività e deterioramento cognitivo. L'operatore del trasporto medico, Louisa Rodriguez, crolla per un forte dolore alla schiena e gli viene diagnosticato un sarcoma retroperitoneale. Si è scoperto che lei non è assicurata ed è un'immigrata priva di documenti, costringendo Conrad e Devon a disobbedire all'amministrazione dell'ospedale e trovare un team chirurgico disposto a operare. La procedura di Louisa ha successo, ma la sua riabilitazione costerà all'ospedale $ 2 milioni. Jude Silva, un chirurgo curante che in precedenza aveva lavorato al fianco di Conrad nel Corpo dei Marines, trasmette le sue frustrazioni a Conrad riguardo alla burocrazia della medicina e cerca di convincerlo ad arruolarsi di nuovo nell'esercito con lui.
- Ascolti Italia (in chiaro): telespettatori 2 427 000 – share 17,80%[4]

## Crisi d'identità
- Titolo originale: Identity Crisis
- Diretto da: Bill D'Elia
- Scritto da: Elizabeth J.B. Klaviter

### Trama
Quando il budget del pronto soccorso viene tagliato per coprire i costi dell'intervento di Louisa, il reparto è a corto di personale e l'infermiera Ellen Hundley viene licenziata. Il suo sostituto, un'infermiera inesperta, assegna erroneamente il triage a un paziente durante un incidente di massa. Il paziente muore a causa di un ematoma subdurale e viene erroneamente identificato, con il risultato che Conrad informa la famiglia sbagliata della morte del figlio. Successivamente deve trattare il giovane che sopravvive. Alla fine della giornata, Ellen viene riassunta e trova il cellulare di John Doe che permette a Conrad di chiamare sua madre e informarla della morte di suo figlio. Una donna viene ricoverata in ospedale per quelli che crede siano calcoli biliari; le viene diagnosticato un cancro alla cistifellea e deve sottoporsi a un'operazione rischiosa e sperimentale. Grazie alle mani ormai salde e all'esperienza di Bell, è in grado di salvare la donna. Randolph gode dei benefici delle benzodiazepine che ha assunto per alleviare i suoi tremori alle mani. Nic ha problemi a recuperare la cartella clinica di Lily dalla clinica chemioterapica di Lane e va direttamente alla clinica dove nota una stanza di trattamento che sembra sovraffollata con pazienti.
- Ascolti Italia (in chiaro): telespettatori 2 476 000 – share 12,42%[5]

## Errore fatale
- Titolo originale: None the Wiser
- Diretto da: James Roday
- Scritto da: Todd Harthan, Tianna Majumdar-Langham e Chris Bessounian

### Trama
Randolph inizia a sperimentare effetti collaterali negativi dalle benzodiazepine che sta assumendo. Tre pazienti vengono ricoverati in ospedale: Ed ha bisogno della rimozione di un testicolo atrofizzato; Christine ha bisogno di un intervento chirurgico per un aneurisma dell'aorta addominale; e York richiede una procedura per rimuovere un oggetto estraneo dal suo colon. Tutti e tre gli interventi chirurgici sono programmati in concomitanza con Randolph che esegue le procedure e Mina che assiste. Durante l'operazione di York, Bradley, un chirurgo che ha appena completato un turno di 30 ore, sviene, innescando una serie di eventi e Mina è successivamente soggetta a una conferenza sulla morbilità e la mortalità per affrontare un incidente avvenuto durante una delle procedure. Nic si confida con Conrad sui suoi sospetti sui protocolli di trattamento di Lane e incoraggia Lily a chiedere una seconda opinione, spingendo Lane a vietare a Nic di curare i suoi pazienti. Marshall Winthrop, un investitore che cerca di concedere assistenza finanziaria all'ospedale, si rivela essere il padre di Conrad.
- Ascolti Italia (in chiaro): telespettatori 2 211 000 – share 12,43%[5]

## Costi quel che costi
- Titolo originale: No Matter the Cost
- Diretto da: David Rodriguez
- Scritto da: Nkechi Okoro Carroll

### Trama
Nic informa Devon che crede che Lane stia commettendo una frode assicurativa trattando troppo i suoi pazienti; Devon resiste all'accusa. Lily è programmata per un trapianto di midollo osseo, ma i suoi esami del sangue rivelano che soffre di insufficienza renale acuta e il trapianto l'avrebbe uccisa, convincendo Devon dei sospetti di Nic. Un paziente di pronto soccorso, Nigel, si presenta per un infortunio alla caviglia e dice a Conrad di soffrire di dolori digestivi cronici di origine sconosciuta che hanno avuto un impatto negativo sulla sua qualità di vita per 10 anni. Esausto da innumerevoli test senza risultati, concede a Conrad 24 ore per trovare la causa. Randolph smette di prendere le benzodiazepine e scopre che la chirurgia cerebrale è la sua unica altra opzione per curare il tremore alle mani. Nic rivela a Mina che sua sorella è una tossicodipendente in via di guarigione e scopre che Mina ha curato persone svantaggiate fuori dal suo appartamento. Marshall si incontra con Conrad per informarlo che ha intenzione di aprire un piccolo ospedale privato e desidera che Conrad lo gestisca.
- Ascolti Italia (in chiaro): telespettatori 2 149 000 – share 16,68%[5]

## Pazienti importanti
- Titolo originale: The Elopement
- Diretto da: Rob Corn
- Scritto da: Kevin Falls

### Trama
In una riunione del consiglio, Claire discute la strategia per aumentare la reputazione dell'ospedale dopo aver annunciato che sono usciti dalla lista dei migliori 50 ospedali del "US News & World Report". Un arrogante lanciatore di baseball affetto da trombosi venosa profonda viene portato dal medico della portineria, Spalding Massero, e viene ricoverato nel reparto V.I.P. dell'ospedale. Dopo aver molestato sessualmente Nic, Conrad lo affronta. Il tremore della mano di Randolph ritorna e si avvicina a Mina per assisterlo nei suoi interventi chirurgici. Darryl, un uomo di 70 anni con cancro ai polmoni in stadio IV, ha una prognosi estremamente sfavorevole, ma rifiuta il trattamento in modo da poter trascorrere più tempo con sua moglie. Conrad garantisce per i desideri di Darryl ma Lane tenta di scavalcarlo, rendendolo sospettoso. Accetta di indagare sulle pratiche di Lane con Devon e Nic. Per aggirare i problemi che incontrano per ottenere l'accesso ai file clinici di Lane, Devon suscita intenzionalmente l'interesse della sua fidanzata giornalista, Priya.
- Ascolti Italia (in chiaro): telespettatori 2 380 000 – share 12,20%[6]

## Affari di famiglia
- Titolo originale: Family Affair
- Diretto da: Thomas Carter
- Scritto da: Kevin Falls, Nkechi Okoro Carroll e Zachary Lutsky

### Trama
Una donna senza fissa dimora vaga per un evento di beneficenza che si tiene al Chastain Park Memorial Hospital; sembra essere in uno stato di psicosi. Si scopre che è stata lasciata illegalmente da un altro ospedale ed è la figlia di una ricca e importante famiglia di Savannah, in Georgia. Conrad e Nic non sono d'accordo con la sua diagnosi originale di schizofrenia paranoide e devono correre contro il tempo per diagnosticare con precisione la sua malattia, prima che venga portata in una struttura psichiatrica. I genitori di Devon fanno visita a lui e Priya per discutere i dettagli del loro imminente matrimonio. Le famiglie di Devon appartengono a classi diverse all'interno del sistema delle caste indiano, causando tensioni tra Devon e suo padre. Il medico del pronto soccorso Irving Feldman collabora con Devon per curare un escort maschio che ha attraversato una porta a vetri. Michea arriva per un controllo e mostra un interesse romantico per Mina.
- Ascolti Italia (in chiaro): telespettatori 2 121 000 – share 12,48%[6]

## Il primo amore non si scorda mai
- Titolo originale: Lost Love
- Diretto da: Bronwen Hughes
- Scritto da: Amy Holden Jones

### Trama
L'ex fidanzata di Conrad entra al pronto soccorso con dolori addominali. Nic non sa che Conrad è stato precedentemente fidanzato e si domanda quanto bene lo conosca davvero. Claire informa Randolph che interromperà l'assunzione di medici con un alto tasso di complicanze e che ha installato dispositivi di registrazione audio su ogni telecamera in ciascuna sala operatoria. Preoccupata che il suo trattamento la stia uccidendo, Lily chiede a Nic un rinvio per chiedere una seconda opinione. Dopo essere stata ammessa per una reazione avversa alla sua chemioterapia, Lane scopre che Lily ha chiesto una seconda opinione e che Nic ha fornito il rinvio. Ordina a Nic di somministrare una dose elevata di potassio a Lily nel corso di 8 ore. Lane viene vista entrare nella stanza di Lily dopo che Nic è uscita per la sera; Lily va in arresto cardiaco poco dopo e muore nonostante i disperati sforzi di Conrad per rianimarla.
- Ascolti Italia (in chiaro): telespettatori 1 996 000 – share 15,93%[6]

## Fantasmi
- Titolo originale: Haunted
- Diretto da: David Crabtree
- Scritto da: Andrew Chapman

### Trama
Distratto dai pensieri della morte di Lily, Conrad si scontra con un ciclista mentre fa jogging, ferendosi alla caviglia. Claire annuncia che verrà eseguita un'autopsia del corpo di Lily per determinare la causa della morte; Lane incoraggia la procedura. Il neurochirurgo dottor Eileen Jacoby, uno dei professori della scuola di medicina di Conrad e idolo di Mina, viene ricoverato in ospedale perché sta vedendo i fantasmi dei pazienti che aveva perso. Il secondo uomo più ricco della Cina è ammesso nell'ala V.I.P.  per avere un tumore asportato. Le complicazioni si verificano dopo che Randolph ha completato l'operazione e Jude esegue un'operazione di emergenza. Dopo aver accusato Randolph di negligenza, i suoi privilegi in ospedale vengono sospesi, spingendolo a lasciare l'ospedale definitivamente. Lane flirta con Randolph e suggerisce che un medico deve sostituire Claire come amministratore delegato dell'ospedale. Dopo aver passato una notte con Nic, Conrad giace sveglio, perseguitato dal fantasma di Lily.
- Ascolti Italia (in chiaro): telespettatori 2 439 000 – share 12,45%[7]

## Tutta la colpa alle infermiere
- Titolo originale: And the Nurses Get Screwed
- Diretto da: Elizabeth Allen Rosenbaum
- Scritto da: J.B. Klaviter e Peter Chen

### Trama
Durante un'operazione eseguita da Randolph, una scintilla di uno strumento di cauterizzazione provoca un incendio e il paziente rimane gravemente ustionato. Un'indagine è condotta dal dipartimento di gestione del rischio dell'ospedale dopo che i genitori di Lily hanno citato in giudizio la struttura per morte ingiusta. Lane attribuisce la colpa a Nic che viene informata che Lily è morta per overdose di potassio. Conrad, Devon e Nic iniziano a cercare errori negli altri pazienti di Lane. Mentre lavora al pronto soccorso con Irving, Devon incontra un paziente affetto da cybercondria. Claire convoca una riunione di emergenza del consiglio per discutere dell'incendio in sala operatoria in concomitanza con il tasso di complicanze di Randolph. Le carte in tavola sono ribaltate su Claire quando Randolph, Lane e un abile anestesista la accusano di cercare di risparmiare denaro per la sicurezza del paziente. Claire viene licenziata e Randolph viene dichiarato il nuovo CEO dell'ospedale. Nic viene licenziato da Randolph dopo essere stato ufficialmente dichiarato responsabile della morte di Lily.
- Ascolti Italia (in chiaro): telespettatori 2 196 000 – share 12,46%[7]

## Brutti risvegli e rapaci
- Titolo originale: Rude Awakenings and the Raptor
- Diretto da: James Roday
- Scritto da: Michael Notarile

### Trama
Dopo aver terminato un turno di 30 ore, il chirurgo Bradley cade attraverso il soffitto di vetro di una sala conferenze. Randolph deduce che si tratta di un tentativo di suicidio, ma Conrad e Devon non sono d'accordo e iniziano a cercare prove mediche. Randolph ordina a Mina di fare un giro delle strutture a un chirurgo cardiotoracico talentuoso ma estremamente arrogante, AJ Austin, nella speranza di reclutarlo nel personale dell'ospedale. Nic affronta Lane in un bar e la informa che è a conoscenza della storia di Lane a Nashville, dove ha praticato sotto il suo nome da sposata, Lane Derzius. Nella sua ricerca della verità, Nic incontra un ex collega di Lane, che conferma i suoi sospetti. Torna a casa e trova uno strano uomo alla sua porta; procede a intimidirla nel tentativo di dissuaderla dall'indagare ulteriormente su Lane.
- Ascolti Italia (in chiaro): telespettatori 2 215 000 – share 16,57%[7]

## Corri dottore, corri
- Titolo originale: Run, Doctor, Run
- Diretto da: James Roday
- Scritto da: Todd Harthan, Tianna Majumdar-Langham e Chris Bessounian

### Trama
Una donna viene ricoverata in ospedale per un forte mal di testa che causa allucinazioni. Non essendo assicurati, Conrad e Devon devono diagnosticare e curarla prima che Randolph la scopra e la dimetta. Nic trova un modo per risolvere il suo problema coinvolgendo l'uomo che ha continuato a perseguitarla e intimidirla. Un ex paziente porta sua madre in ospedale, che finisce per aver bisogno di un intervento chirurgico "sveglio" eseguito da AJ e Mina. Nic trova sua sorella, Jessie, sul pavimento di casa sua, che soffre di overdose di ossicodone, le somministra il Naloxone e porta Jessie in ospedale. Un coetaneo della scuola per infermieri di Nic, che lavora presso la clinica di Lane, accetta di dare a Nic cartelle mediche per aiutarla a indagare su Lane. Nic si rende conto di essere stata incastrata dopo che è entrata nell'edificio nel cuore della notte e arriva la polizia. Chiama Conrad dalla prigione e gli chiede di portare sua sorella in una struttura di riabilitazione.
- Ascolti Italia (in chiaro): telespettatori 2 378 000 – share 13,00%[8]

## Eclissi del cuore
- Titolo originale: Total Eclipse of the Heart
- Diretto da: Rob Corn
- Scritto da: Amy Holden Jones e Andrew Chapman

### Trama
Dopo aver trascorso la notte nell'appartamento di Mina, Michea inizia ad avere problemi cardiaci e viene riammesso in ospedale. Una donna ipocondriaca, paziente fissa dell’ospedale, ritorna al pronto soccorso, informando Devon che Lane le ha diagnosticato un linfoma; i risultati dei suoi test rivelano che non ha marcatori di cancro. Il padre di Conrad pubblica una cauzione per Nic e lei viene rilasciata. Conrad e Devon aggiornano Nic sulle azioni di Lane e contattano l'FBI. I tre informano Randolph delle loro azioni e lui è costretto a sollevare Lane da tutti i suoi pazienti e dai privilegi ospedalieri. La informa che l'FBI si é messa in contatto e si offre di aiutarla a falsificare e bruciare documenti. Mentre lascia la sua clinica con file incriminanti, viene però accolta dallo stesso Randolph e dall'FBI e viene arrestata. Nic viene successivamente riassunta e il padre di Conrad diventa il presidente del consiglio dell'ospedale, diventando essenzialmente il superiore di Randolph.
- Ascolti Italia (in chiaro): telespettatori 2 261 000 – share 13,51%[8]